# Algemeen Dagblad
Az Algemeen Dagblad (kiejtése: [ˈɑlɣəmeːn ˈdɑɣblɑt]) vagy röviden AD, a második legnagyobb holland napilap, a De Telegraaf után. Székhelye Rotterdamban található.

## Története
Az Algemeen Dagbladot (jelentése: "általános hírlap") 1946-ban alapították, a második világháború után betiltott De Telegraaf utódjaként. A lap tabloid formátumban jelenik meg. Megjelenik többek között Utrechtben és egész Dél-Hollandiában.
Az AD regionális kiegészítést tartalmaz azokban a körzetekben, amelyeket korábban a regionális dokumentumok szolgáltak ki. Közülük kettő, az AD Haagsche Courant (a hágai régióban) és az AD Rotterdams Dagblad (a rotterdami régióban) megjelenik mind reggel, mind pedig este.
2000 és 2009 között ebben az újságban jelent meg a híres holland képregénysorozat, az Agent 327.

### Főszerkesztők
| Név                    | Idő       |
| ---------------------- | --------- |
| Jan Schraver           | 1946–1947 |
| G.N. Leenders          | 1947–1949 |
| G.A.W. Zalsman         | 1949–1950 |
| Jacques Ratté          | 1950–1958 |
| Anton van der Vet      | 1958–1968 |
| Huibert Nicolaas Appel | 1968–1974 |
| Ron Abram & Karel Giel | 1975–1980 |
| Ron Abram              | 1980–1993 |
| Peter van Dijk         | 1993–2000 |
| Oscar Garschagen       | 2000–2003 |
| Willem Ammerlaan       | 2003–2004 |
| Jan Bonjer             | 2004–2009 |
| Peter de Jonge         | 2009–2010 |
| Christiaan Ruesink     | 2010–2016 |
| Hans Nijenhuis         | 2016–     |

## Példányszám
Mint a legtöbb mai napilap, az Algemeen Dagblad példányszáma is egyre csökken. 2017-ben a példányszám 341 249 darab volt.